# Колледж Магдалины (Кембридж)
Колледж Магдалины (англ. Magdalene College) — один из 31 колледжей Кембриджского университета в Великобритании. Основан в 1428 году.
Мастером колледжа в 2013—2020 годах являлся Роуэн Уильямс, бывший Архиепископ Кентерберийский (2002—2012).

## Известные выпускники
- Актон, Чарльз — кардинал, церковный сановник и дипломат папского государства
- Бенсон, Артур Кристофер — писатель, 28-й магистр Колледжа Магдалины
- Блэкетт, Патрик Мейнард Стюарт — английский физик, лауреат Нобелевской премии по физике
- Гриндал, Эдмунд — 72-й архиепископ Кентерберийский (1575—1583)
- Кранмер, Томас — один из отцов английской Реформации, 69-й архиепископ Кентерберийский (1533—1555)
- Ли-Мэллори, Траффорд — главный маршал авиации Великобритании (1943)
- Моррис, Майкл — президент Международного олимпийского комитета (1972—1980)
- Мэллори, Джордж — альпинист, участник трёх британских экспедиций на Эверест (1921, 1922, 1924), считается первым человеком, предпринявшим попытку восхождения на его вершину
- Огден, Чарлз Кей — английский писатель, философ и лингвист
- Пипс, Сэмюэл — английский чиновник морского ведомства, автор знаменитого дневника о повседневной жизни лондонцев периода Стюартовской Реставрации
- Рамсей, Артур Майкл — 100-й архиепископ Кентерберийский (1961—1974)
- Редгрейв, Майкл — британский актёр театра и кино, режиссёр, менеджер и писатель
- Ротшильд, Лайонел Уолтер — британский банкир, финансист, политик, зоолог и лепидоптерист
- Теддер, Артур Уильям — верховный главнокомандующий Королевскими ВВС Великобритании во время Второй мировой войны, Маршал Королевских ВВС (1945)
- Феллоуз, Джулиан — английский писатель, сценарист, кинорежиссёр, актёр, лауреат Премии «Оскар» за лучший оригинальный сценарий (2002)
- Николас Старгардт - английский историк

- Колледж Магдалины
- Вид на колледж со стороны реки Кам
- Вид на колледж с моста через реку Кам
- Вид на колледж
c Магдалин-стрит
- Двор Бенсона
- Двор Мэллори
- Двор Бекингема
- Двор Криппса
- Библиотека Пипса
- Церковь
- Главный зал колледжа